# Marie von Olfers

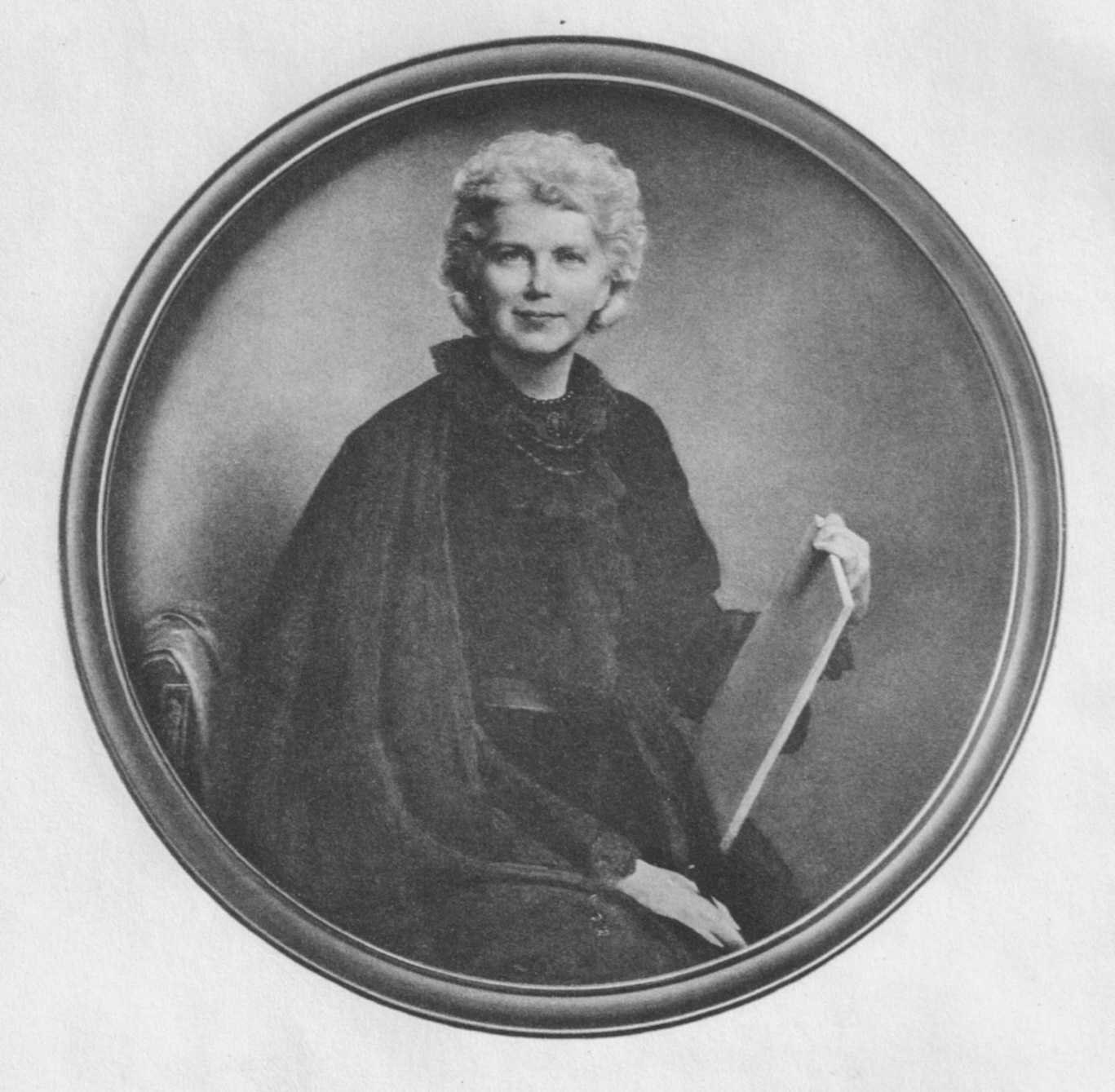
Marie von Olfers nach einem Gemälde von Ferdinand Graf Harrach 1892

Marie von Olfers (Pseudonym M(aria) Werner, Werner Maria; * 27. Oktober 1826 in Berlin; † 8. Januar 1924 ebenda) war eine deutsche Schriftstellerin, Illustratorin und Salonnière.

## Leben
Marie von Olfers war die zweite Tochter des Generaldirektors der Königlichen Museen zu Berlin Ignaz von Olfers und der Schriftstellerin Hedwig, geborene von Staegemann.
Schon früh interessierte sie sich für Musik, Malerei und Poesie. Das Haus ihrer Eltern, das der Treffpunkt der Intelligenz von Berlin war, förderte diese Interessen. Zu ihren Jugendfreundinnen zählten die Töchter Bettina von Arnims, Gisela, Armgart und Maximiliane, die 1843 in Berlin den exklusiv weiblichen „Kaffeter“kreis gegründet hatten. In diesem literarischen Salon, in dem sich regelmäßig die Töchter des Berliner Bürgertums und der Aristokratie trafen, schrieb Marie von Olfers erste kleinere Arbeiten, die in den Protokollbänden saloneigenen „Kaffeterzeitung“ aufgezeichnet wurden, der „Verein der Kaffeeologen“, wie er auch genannt wurde, traf sich letztmals im Haus der Olfers im Mai 1851.
Ab 1860 gab sie meist unter dem Pseudonym Maria Werner Gedichte, Kinderbücher und Novellen heraus, die sie selbst illustrierte. Nach dem Tod ihrer Mutter, mit der sie zusammengelebt hatte, führte sie deren Salontradition fort. Ernst von Wildenbruch, Hugo von Hofmannsthal, Rainer Maria Rilke und Richard Voß zählten neben vielen anderen Künstlern, Gelehrten und Angehörigen der Militär- und Hofgesellschaft zu ihren Gästen und Verehrern. Einige Zeit war sie im Verein der Berliner Künstlerinnen Vorstandsmitglied. Anlässlich ihres 80. Geburtstages wurde 1906 eine Marie-von-Olfers-Stiftung zur Förderung von Kinderbüchern ins Leben gerufen.
Bis ins hohe Alter geistig rege, kam Marie von Olfers Anfang 1924 ums Leben bei einem Unglücksfall in ihrer Wohnung am Schöneberger Ufer in Berlin-Tiergarten. Sie hatte versucht, ein brennendes Stück Kohle, das heruntergefallen war, zurück in den offenen Kamin zu legen. Dabei fing ihre Kleidung Feuer und sie starb, bevor ihr jemand zu Hilfe kommen konnte. Beigesetzt wurde sie im Grab ihrer Großeltern Friedrich August und Elisabeth von Staegemann auf dem Friedhof III der Jerusalems- und Neuen Kirche in Berlin-Kreuzberg. Das Grab ist erhalten. Ihr kleiner, stark verwitterter Grabstein trägt die Inschrift, „Selig sind, die reinen Herzens sind, denn sie werden Gott schauen“ (Mt 5,8).
Eine Nichte, Margarete von Olfers, gab ab 1928 ihre Tagebücher und Briefe in zwei Bänden heraus. Marie von Olfers  hatte großen künstlerischen Einfluss auf eine weitere Nichte, Sibylle von Olfers.

## Werke

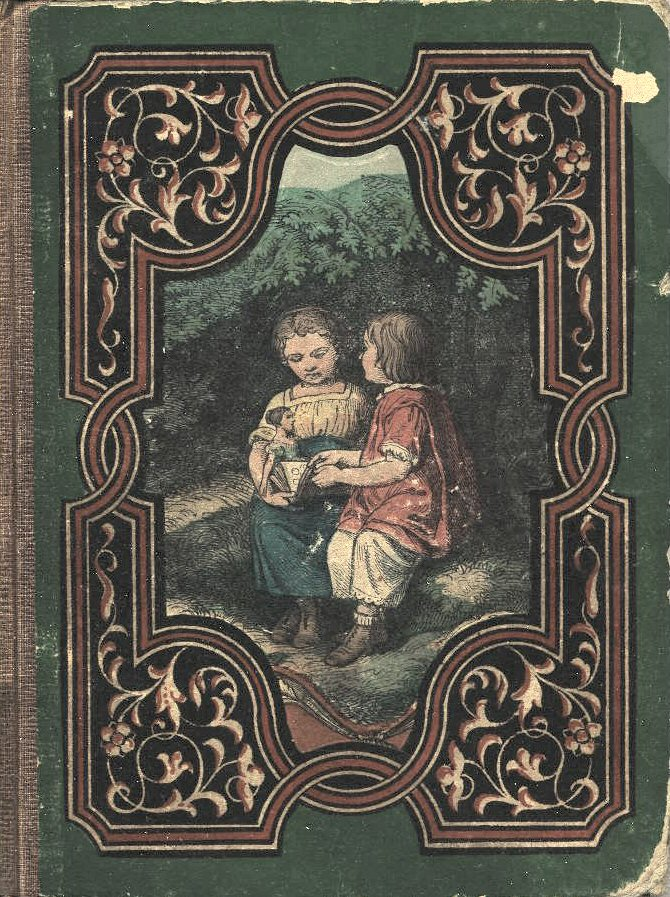
Drei Märchen. Zum Besten einer armen Waise hrsg. v. Maria von Olfers, 1862.

- Drei Märchen. Zum Besten einer armen Waise. Nauck, Berlin 1862. (Digitalisat)
- Herr Mops. Ein Mährchen. Korn, Berlin 1863. (Digitalisat)
- Frau Evchen. Eine sehr alltägliche Historie. Decker, Berlin 1865.
- Novellen. Berlin 1872.
- Eigenthum (Novelle, in: Deutsche Rundschau, 1. Jg. Bd. 2, 1875)
- Neue Novellen. Hertz, Berlin 1876. (Neuauflage 2021, ISBN 978-3-7437-4164-5)
- Nathanael. 1880.[6]
- Zeichen- und Mal-Fibel. Richter, Leipzig/Berlin 1882. (Digitalisat)
- Der Sohn des Herzens 1882.[7]
- Vielliebchen. Ein Blumenmärchen. Stilke, Berlin 1881.
- Ragenhart und Swanhild. Ein Harzepos aus dem achten Jahrhundert in 12 Gesängen. Selbstverlag, Königsberg 1883.
- Simplizitas. Episches Gedicht. Hertz, Berlin 1884. (Elektronische Neuausgabe 2014)
- Die Vernunftheirath und andere Novellen. Hertz, Berlin 1887. (Digitalisat)
- Backfische und Alte Jungfern. Novellen. Concordia, Berlin 1897.
- Zwei Novellen. Jeremias und die schöne Vincenzia, Frau Evchen. Paetel, Berlin 1907.
- Maximiliane Gräfin von Oriola, geb. von Arnim. Eine Jugenderinnerung (in: Illustrierte Frauen-Zeitung, 22. Jg., Heft 4)
- Briefe und Tagebücher, hrsg. v. Margarete von Olfers. Mittler, Berlin 1928–1930.
  - Band 1: 1826–1870
  - Band 2: 1870–1924
- Rosenwölkchen. Selbstverlag, Roskow 1909.